# Oxalis procumbens
Oxalis procumbens är en harsyreväxtart. Oxalis procumbens ingår i släktet oxalisar, och familjen harsyreväxter.

## Underarter
Arten delas in i följande underarter:
- O. p. bathieana
- O. p. procumbens